# Гурник (Радлін)
СК «Гурник» Радлін (пол. Klub Sportowy Górnik Radlin) — польський футбольний клуб з міста Радлін, заснований у 1923 році. Виступає у Класі А. Домашні матчі приймає на Міському стадіоні, місткістю 5 230 глядачів.

## Колишні назви
- Футбольне товариство «Орел-Еммський басейн»
- Спортивне товариство «Блискавка»
- Атлетично-спортивний клуб «Шахта Емма».